# آناکوندا (فیلم)
آناکوندا (به انگلیسی: Anaconda) یک فیلم ترسناک و ماجراجویانه آمریکایی محصول سال ۱۹۹۷ به کارگردانی لوئیس یوسا با بازی جنیفر لوپز، آیس کیوب، جان ویت، اریک استولتز، جاناتان هاید و اوون ویلسون است. این فیلم بر روی یک گروه فیلمبرداری مستند در جنگل‌های بارانی آمازون تمرکز دارد که توسط یک شکارچی مار که در حال شکار یک آناکوندای سبز غول پیکر و افسانه‌ای است اسیر می‌شود.
این فیلم اکثراً نقدهای منفی دریافت کرد، اما در باکس آفیس موفق بود و در سراسر جهان ۱۳۶٫۸ میلیون دلار در برابر بودجه ۴۵ میلیون دلاری فروخت. همچنین به یک فیلم کالت تبدیل شد. پس از این فیلم یک سری فیلم به عنوان دنباله ساخته شد. همچنین ژانویه ۲۰۲۰، سونی پیکچرز اعلام کرد که راه‌اندازی مجدد در دست توسعه است و ایوان داگرتی فیلمنامه‌نویس برای نوشتن فیلم راه‌اندازی مجدد استخدام شد.

## داستان
«تری فلورس» (لوپز)، مستندساز جوان، مأمور ساختن فیلمی دربارهٔ قبیله‌ای از سرخ پوستان در آمازون می‌شود. در منطقه مرد غریبه‌ای که «پل سارون» (وویت) نام دارد، ادعا می‌کند قبیلهٔ مورد نظر را می‌شناسد و تری و گروه فیلم‌برداری را به آن جا خواهد برد. اما در عوض، گروه را به محل اختفای «آناکوندا» می‌برد؛ مار غول پیکری که آدم‌ها را درسته قورت می‌دهد و …

## دنباله‌ها
- آناکونداها: شکار ارکیده خونین (۲۰۰۴)
- آناکوندا ۳: فرزندان (۲۰۰۸)
- آناکونداس: دنباله خون (۲۰۰۹)
- دریاچه وحشت در مقابل آناکوندا (۲۰۱۵)
- آناکوندا (۲۰۲۵)